# BURN (THE YELLOW MONKEYの曲)
「BURN」（バーン）は1997年7月24日に発売されたTHE YELLOW MONKEY13枚目のシングル。発売元はファンハウス。

## 解説
- 11thシングル「楽園」以来となるドラマタイアップとなった。累計売上は66万枚（オリコン調べ）[* 1]を売り上げ、シングルでは自身最大の売上を記録した。オリコンでは、1997年8月度月間3位、1997年度年間36位となり、いずれも自身最高位を記録している。
- シングルのジャケットとアーティスト写真はオフィシャルフォトグラファーである有賀幹夫の提案により、浜岡砂丘で撮影された[3]。
- 「BURN」リリースから2日後の7月26日、第1回「フジロックフェスティバル」に出演し、8曲目に本曲を披露した。
- 2010年に結成20周年記念企画の一環で発売されたユニクロとのコラボレーションTシャツには、「Burn」の文字がデザインされたものがバリエーションに存在する。

## 制作背景
- 吉井曰く、「『BURN』は、デビューしてからのTHE YELLOW MONKEYの頂点」[4]、「東北とラテンを融合させる楽曲をイメージして、傷付きながらも、前に進んでいく女性をイメージして作った」という[3]。サビの「思い出」の部分が「思いディ」と歌われているが、意図的なものである[5]。また、このサビのメロディーは、吉井が夫婦喧嘩の際に思いついたものである[5]。
- ドラマ制作陣より「夏の番組のため、『冬の町』という歌詞を変更してほしい」という要望があったが、吉井は「夏だけの歌にしてしまうと、冬に演奏できなくなる。いつでも演奏できる楽曲にしたい」と反対し、制作陣を納得させた[6]。

## 収録曲
全曲 作曲：吉井和哉 / 編曲：THE YELLOW MONKEY
1. BURN
（作詞：吉井和哉）
TBS系ドラマ「職員室」主題歌。2009年7月からパチンコ『CR忍術決戦 月影』に使用された。2013年に行われたファン投票で10位を獲得し、『イエモン-FAN'S BEST SELECTION-』に収録された。
2. LOVE LOVE SHOW (English Version)
（作詞：吉井和哉 & 鮎貝健）
12thシングル『LOVE LOVE SHOW』の英語バージョン。元の歌詞を英語にしたものではなく、一部日本語で歌っている箇所もある。歌詞に「U2」が登場する。また、このシングルにのみ日本語訳が載っている。
3. BURN (Instrumental)

## ミュージックビデオ
ミュージックビデオは山形の田舎で撮影された。ラストにはメンバーの幼少時代の写真が使用されている。打ち合わせ段階では「『帰ってきたウルトラマン』が夕陽にたそがれてる雰囲気」という自由なプレゼンであり、メンバーが笑いながら賛成したことにより、そのまま撮影された。監督を務めた高橋栄樹は、「これをメジャーでやっていいんだ? という印象を受けた」「あれだけの規模でメジャーでやれるのは、日本の音楽シーンでも希有である」と語っている。『帰ってきたウルトラマン』のモチーフは、再結成後の初シングル「砂の塔」（2016年）のティザー映像でも採用された。

## 収録作品
＃1. BURN
- 『PUNCH DRUNKARD』（1998年3月4日）※アルバムバージョン
- 『SO ALIVE』（1999年5月26日）※ライブテイク
- 『20世紀BEST FUN HOUSE / J-POP & ROCK』（1999年11月20日）※コンピレーション・アルバム
- 『GOLDEN YEARS Singles 1996-2001』（2001年6月13日）
- 『DraMania』（2004年6月23日）※コンピレーション・アルバム
- 『MOTHER OF ALL THE BEST』（2004年12月8日）
- 『クライマックス 〜J-ロック・ヒストリー』（2010年12月22日）※コンピレーション・アルバム
- 『クライマックス・ラヴストーリー 〜第一章〜』（2012年8月22日）※コンピレーション・アルバム
- 『イエモン-FAN'S BEST SELECTION-』（2013年7月31日）
- 『THE YELLOW MONKEY IS HERE. NEW BEST』（2017年5月21日）※セルフカバー

＃2. LOVE LOVE SHOW (English Version)
- 『SICKS』（1997年8月8日）※英国盤ボーナストラック
- 『MOTHER OF ALL THE BEST』初回盤（2004年12月8日）

## カバー
＃1. BURN
- 椿屋四重奏（2009年12月19日、『THIS IS FOR YOU〜THE YELLOW MONKEY TRIBUTE ALBUM』）
- 吉井和哉（2011年「Flowers & Powerlight Tour 2011」「Flowers & Powerlight Tour 2011〜born-again〜」）※セルフカバー